# WTA Challenger de Makarska
O WTA Challenger de Makarska  – ou Makarska Open, atualmente – é um torneio de tênis profissional feminino, de nível WTA 125.
Realizado em Makarska, no sul da Croácia, estreou em 2022. Os jogos são disputados em quadras de saibro durante os meses de maio e junho.

## Finais

### Simples
| Ano  | Campeã         | Vice-campeã                 | Resultado      |
| ---- | -------------- | --------------------------- | -------------- |
| 2025 | Sára Bejlek    | Victoria Jiménez Kasintseva | 6–0, 6–1       |
| 2024 | Katie Volynets | Mayar Sherif                | 3–6, 6–2, 6–1  |
| 2023 | Mayar Sherif   | Jasmine Paolini             | 2–6, 7–66, 7–5 |
| 2022 | Jule Niemeier  | Elisabetta Cocciaretto      | 7–5, 6–1       |

### Duplas
| Ano  | Campeãs                              | Vice-campeãs                         | Resultado        |
| ---- | ------------------------------------ | ------------------------------------ | ---------------- |
| 2025 | Jesika Malečková Miriam Škoch        | Oksana Kalashnikova Elena Pridankina | 2–6, 6–3, [10–4] |
| 2024 | Sabrina Santamaria Iryna Shymanovich | Nao Hibino Oksana Kalashnikova       | 6–4, 3–6, [10–6] |
| 2023 | Ingrid Neel Wu Fang-hsien            | Anna Sisková Renata Voráčová         | 6–3, 7–5         |
| 2022 | Dalila Jakupović Tena Lukas          | Olga Danilović Aleksandra Krunić     | 5–7, 6–2, [10–5] |